# Theobald Hofmann
Alwin Theobald Hofmann (* 1. Juli 1861 in Löbau; † 19. August 1953 in Kassel) war ein deutscher Architekt, Professor und Fachbuchautor.

## Leben
Theobald Hofmann, Sohn des Löbauer Baumeisters Alwin Hofmann, absolvierte seine baukünstlerische Ausbildung im Meisteratelier der Akademie der bildenden Künste Karlsruhe unter Ferdinand Keller. Ab 1889 besuchte er die Académie Julian in Paris. Im Jahr 1890 erhielt Hofmann ein akademisches Reisestipendium.  „Es viel dem Architekten Alwin Theobald Hofmann aus Löbau, einem Schüler des Baurats Prof. Lipsius, für seinen Entwurf zu einem hauptstädtischen Konzerthause zu. Das Stipendium beträgt je 3000 M. auf zwei Jahre.“ In Löbau ist die Theobald-Hofmann-Straße nach ihm benannt.